# Conotrachelus nudiplaga
Conotrachelus nudiplaga – gatunek chrząszcza z rodziny ryjkowcowatych.

## Zasięg występowania
Ameryka Południowa, występuje w Brazylii.

## Budowa ciała
Przednia krawędź pokryw znacznie szersza od przedplecza, zakończona po bokach ostrogą. Na ich powierzchni dwa długie wydatne garbki. Przedplecze w tylnej części kwadratowe w zarysie, o pofalowanych krawędziach, z przodu silnie zwężone i zaokrąglone.